# 1943 en Palestine mandataire
Chronologie de la Palestine
- 1939
- 1940
- 1941
- 1942
- 1943
- 1944
- 1945
- 1946
- 1947

Cette page concerne les évènements survenus en 1943 en Palestine mandataire :

## Évènements
- 18 février : Seconde Guerre mondiale : l'armée polonaise Anders arrive en Palestine, où de nombreux Juifs polonais, dont Menahem Begin, désertent pour travailler à la création d'un État juif en Palestine. C'est ce que l'on appelle l'« aliyah des Anders ».
- 1er-20 novembre : Les membres du Lehi s'enfuient du camp de détention de Latroun par un tunnel de 70 mètres de long.

## Création
- Yad Mordechai et Gvulot (Kibboutzim)

## Sport
- Liga Bet (1943-1944) (en) (football)
- Coupe de la Palestine (1943) (en) (football)
- Saison 1942-1943 de football en Palestine mandataire (en)
- Saison 1943-1944 de football en Palestine mandataire (en)

## Naissances
- 2 janvier : Daniel Pe'er (en), animateur de télévision et présentateur de journaux télévisés israélien (mort en 2017).
- 1er mars : Benny Begin (en), géologue et homme politique israélien.
- 9 avril : Uri Gil (en), officier de l'armée de l'air israélienne.
- 30 avril : 
  - Ze'ev Boim, homme politique israélien et membre de la Knesset (mort en 2011).
  - Nechemya Cohen, militaire israélien (mort en 1967)

## Décès
- 1er janvier : Arthur Ruppin (né en 1876), dirigeant juif palestinien sioniste né en Allemagne.
- 14 octobre : Shaul Tchernichovsky (né en 1875), poète juif hébraïque palestinien né en Russie.